# Barca (hrad)
Barca je zaniklý hrad, který se nacházel v obci Barca (okres Košice IV). Byl postaven ve středověku rodem Barczayových. Po hradě se nezachovaly žádné stopy. Současný starší zámeček postavený mezi 16.–17. stoletím se pravděpodobně nachází na jeho původním místě.